# Photoscotosia erebenna
Photoscotosia erebenna är en fjärilsart som beskrevs av Louis Beethoven Prout 1935. Photoscotosia erebenna ingår i släktet Photoscotosia och familjen mätare. Inga underarter finns listade i Catalogue of Life.